# Устьє (Киринський район)
У́стьє (рос. Устье) — село у складі Киринського району Забайкальського краю, Росія. Входить до складу Надьожнинського сільського поселення.

## Населення
Населення — 7 осіб (2010; 8 у 2002).
Національний склад (станом на 2002 рік):
- росіяни — 100 %